# Nick Cave and the Bad Seeds
 (транскр.  Ник Кејв енд д Бед сидс) аустралијска је рок музичка група. Основали су је 1983. вокалиста Ник Кејв, вишеинструменталиста Мик Харви и гитариста Бликса Баргелд. Описана је као „једна од најоригиналнијих и најславнијих група пост-панк и алтернативног рока 80-их и надаље”. Издали су 17 студијских албума и одржали мноштво међународних турнеја.

## Дискографија
Студијски албуми
- (1984)
- (1985)
- (1986)
- (1986)
- (1988)
- (1990)
- (1992)
- (1994)
- (1996)
- (1997)
- (2001)
- (2003)
- (2004)
- (2008)
- (2013)
- (2016)
- (2019)
- (2024)